# Agonocryptus heathi
Agonocryptus heathi är en stekelart som först beskrevs av Charles Thomas Brues 1912.  Agonocryptus heathi ingår i släktet Agonocryptus och familjen brokparasitsteklar. Inga underarter finns listade i Catalogue of Life.